# Список птахів Ямайки

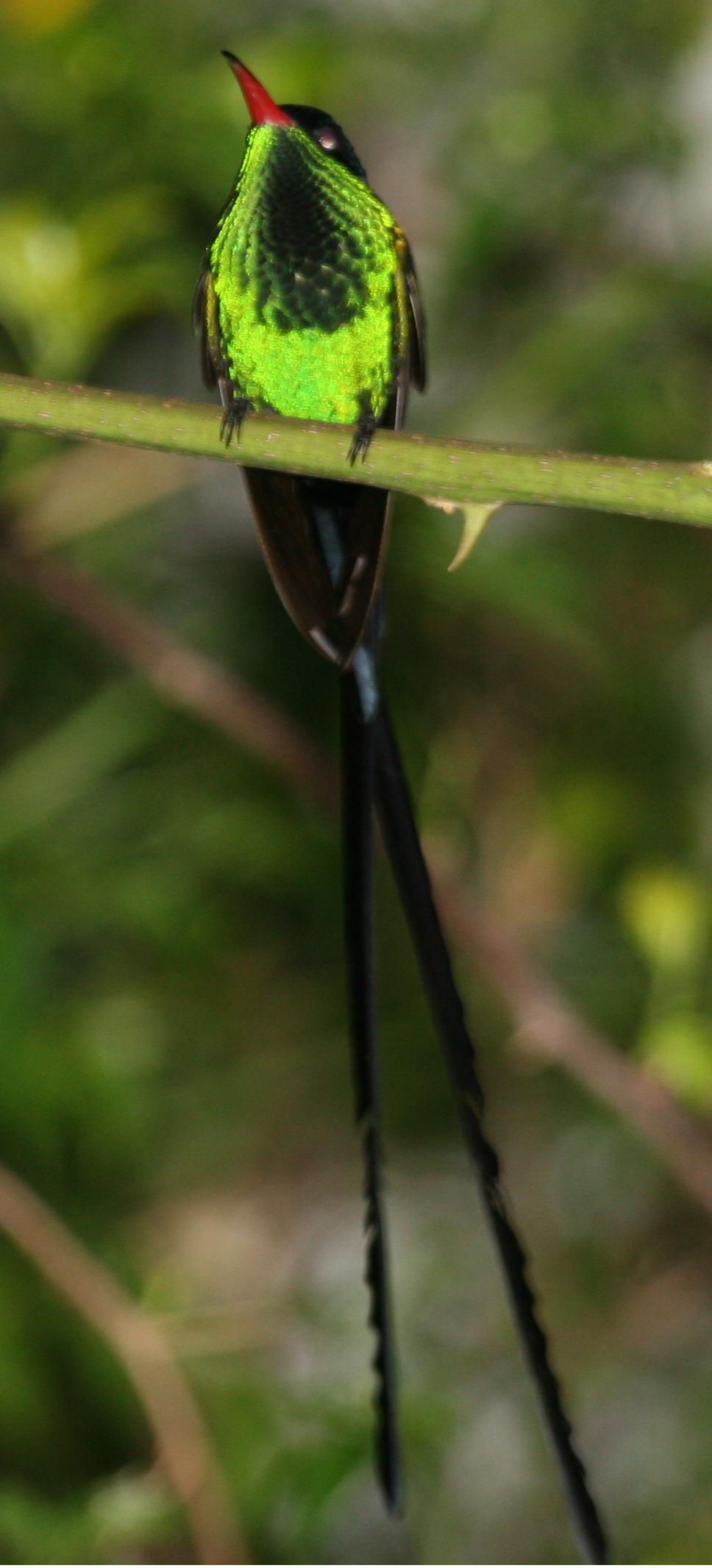
Колібрі вимпелохвостий (Trochilus polytmus) є національним птахом Ямайки

Це перелік видів птахів, зафіксованих на території Ямайки. Авіфауна Ямайки налічує загалом 326 видів, з яких 28 є ендемічними, 19 були інтродуковані людьми, а 158 видів є рідкісними або випадковими. 6 видів були знищені на території Ямайки. 16 видів є під загрозою глобального зникнення.

## Позначки
Наступні теги використані для виділення деяких категорій птахів.
- (А) Випадковий — вид, який рідко або випадково трапляється на Ямайці
- (E) Ендемічий — вид, який є ендеміком Ямайки
- (Es) Ендемічий підвид — вид, один з підвидів якого є ендеміком Ямайки
- (I) Інтродукований — вид, інтродукований на Ямайці
- (Ex) Локально вимерлий — вид, який більше не трапляється на Ямайці, хоча його популяції існують в інших місцях

## Гусеподібні(Anseriformes)
Родина: Качкові (Anatidae)
- Свистач червонодзьобий, Dendrocygna autumnalis (A)
- Свистач кубинський, Dendrocygna arborea
- Свистач рудий, Dendrocygna bicolor (A)
- Гуска біла, Anser caerulescens (A)
- Казарка канадська, Branta canadensis (A)
- Каролінка, Aix sponsa (A)
- Чирянка блакитнокрила, Spatula discors
- Чирянка руда, Spatula cyanoptera (A)
- Широконіска північна, Spatula clypeata (A)
- Нерозень, Mareca strepera (A)
- Свищ американський, Mareca americana (A)
- Крижень звичайний, Anas platyrhynchos (A)
- Шилохвіст білощокий, Anas bahamensis (A)
- Шилохвіст північний, Anas acuta (A)
- Чирянка американська, Anas crecca
- Попелюх довгодзьобий, Aythya valisineria (A)
- Попелюх американський, Aythya americana (A)
- Чернь канадська, Aythya collaris (A)
- Чернь морська, Aythya marila (A)
- Чернь американська, Aythya affinis (A)
- Гоголь малий, Bucephala albeola (A)
- Савка маскова, Nomonyx dominicus
- Савка американська, Oxyura jamaicensis

## Куроподібні(Galliformes)
Родина: Цесаркові (Numididae)
- Цесарка рогата, Numida meleagris (I)

Родина: Токрові (Odontophoridae)
- Перепелиця віргінська, Colinus virginianus (Ex)

## Фламінгоподібні(Phoenicopteriformes)
Родина: Фламінгові (Phoenicopteridae)
- Фламінго червоний, Phoenicopterus ruber (A)

## Пірникозоподібні(Podicipediformes)
Родина: Пірникозові (Podicipedidae)
- Пірникоза домініканська, Tachybaptus dominicus
- Пірникоза рябодзьоба, Podilymbus podiceps

## Голубоподібні(Columbiformes)
Родина: Голубові (Columbidae)
- Голуб сизий, Columba livia (I)

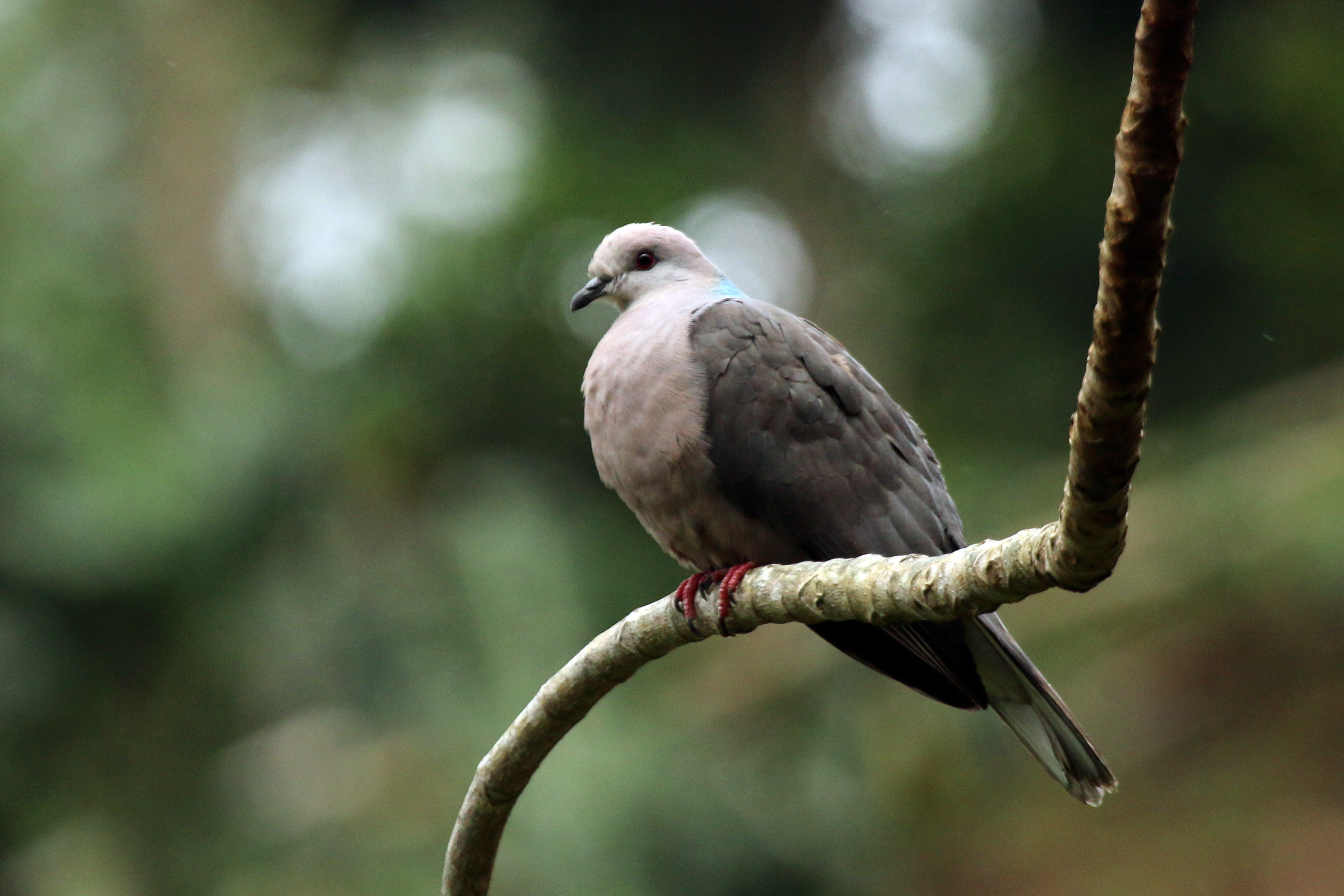
Голуб ямайський (Patagioenas caribaea)

- Голуб пурпуровошиїй, Patagioenas squamosa (A)
- Голуб карибський, Patagioenas leucocephala
- Голуб антильський, Patagioenas inornata
- Голуб ямайський, Patagioenas caribaea (E)
- Горлиця садова, Streptopelia decaocto (I)
- Талпакоті строкатоголовий, Columbina passerina
- Starnoenas cyanocephala (I)
- Голубок чубатий, Geotrygon versicolor (E)
- Голубок бурий, Geotrygon montana
- Горличка ямайська, Leptotila jamaicensis
- Zenaida asiatica
- Zenaida aurita
- Зенаїда північна, Zenaida macroura

## Зозулеподібні(Cuculiformes)
Родина: Зозулеві (Cuculidae)
- Ані товстодзьобий, Crotophaga ani

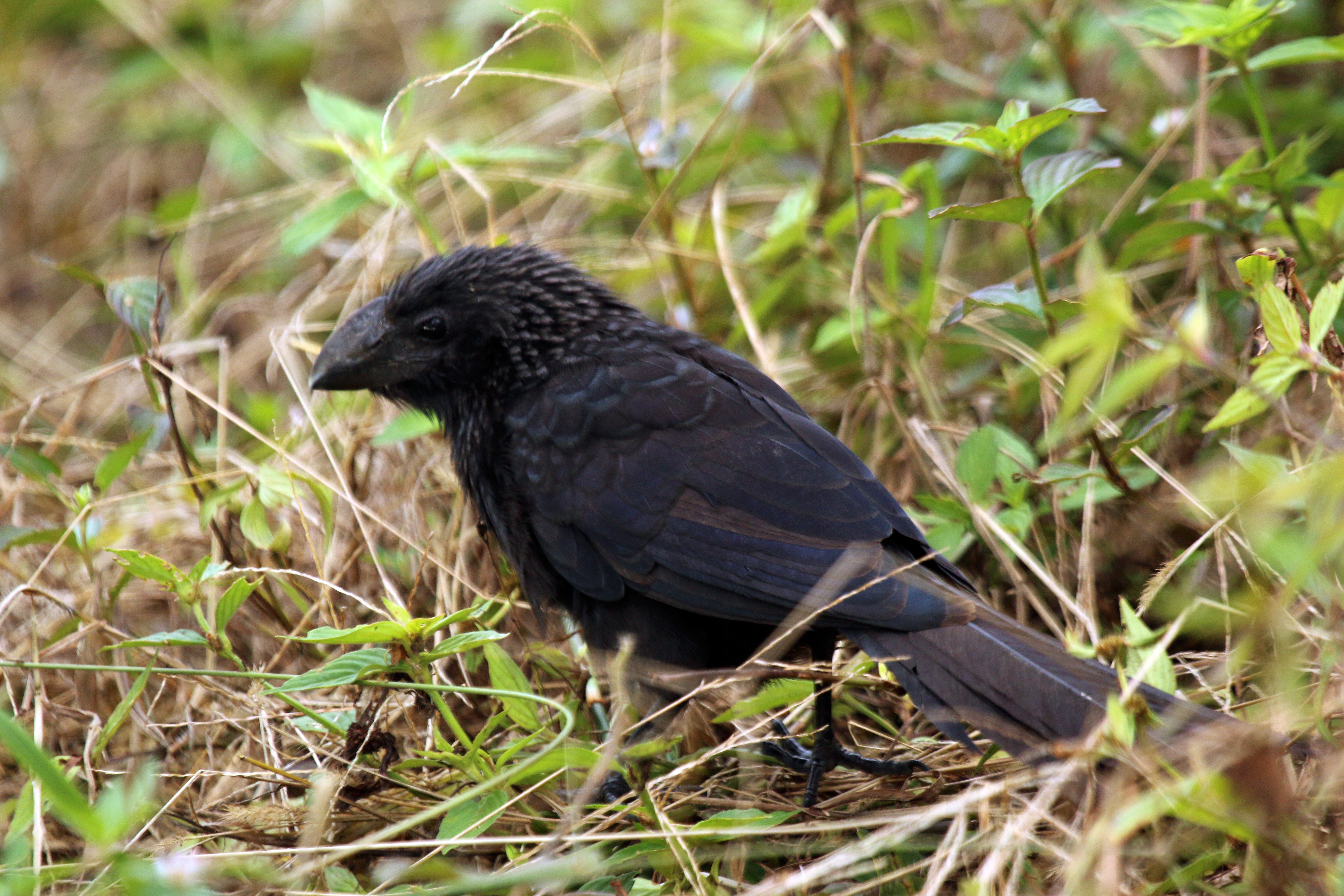
Ані товстодзьобий (Crotophaga ani)

- Кукліло північний, Coccyzus americanus (A)
- Кукліло мангровий, Coccyzus minor
- Кукліло чорнодзьобий, Coccyzus erythropthalmus (A)
- Піая ямайська, Coccyzus pluvialis (E)
- Тако ямайський, Coccyzus vetula (E)

## Дрімлюгоподібні(Caprimulgiformes)
Родина: Дрімлюгові (Caprimulgidae)
- Анаперо віргінський, Chordeiles minor (A)
- Анаперо антильський, Chordeiles gundlachii
- Пораке ямайський, Siphonorhis americana (E)
- Дрімлюга каролінський, Antrostomus carolinensis (A)
- Дрімлюга канадський, Antrostomus vociferus (A)

Родина: Потуєві (Nyctibiidae)
- Поту ямайський, Nyctibius jamaicensis

## Серпокрильцеподібні(Apodiformes)
Родина: Серпокрильцеві (Apodidae)
- Свіфт західний, Cypseloides niger
- Свіфт болівійський, Streptoprocne zonaris
- Голкохвіст східний, Chaetura pelagica (A)
- Серпокрилець-крихітка антильський, Tachornis phoenicobia

Родина: Колібрієві (Trochilidae)
- Колібрі-манго ямайський, Anthracothorax mango (E)
- Колібрі рубіновогорлий, Archilochus colubris (A)
- Mellisuga minima (ES)
- Колібрі вимпелохвостий, Trochilus polytmus (E)

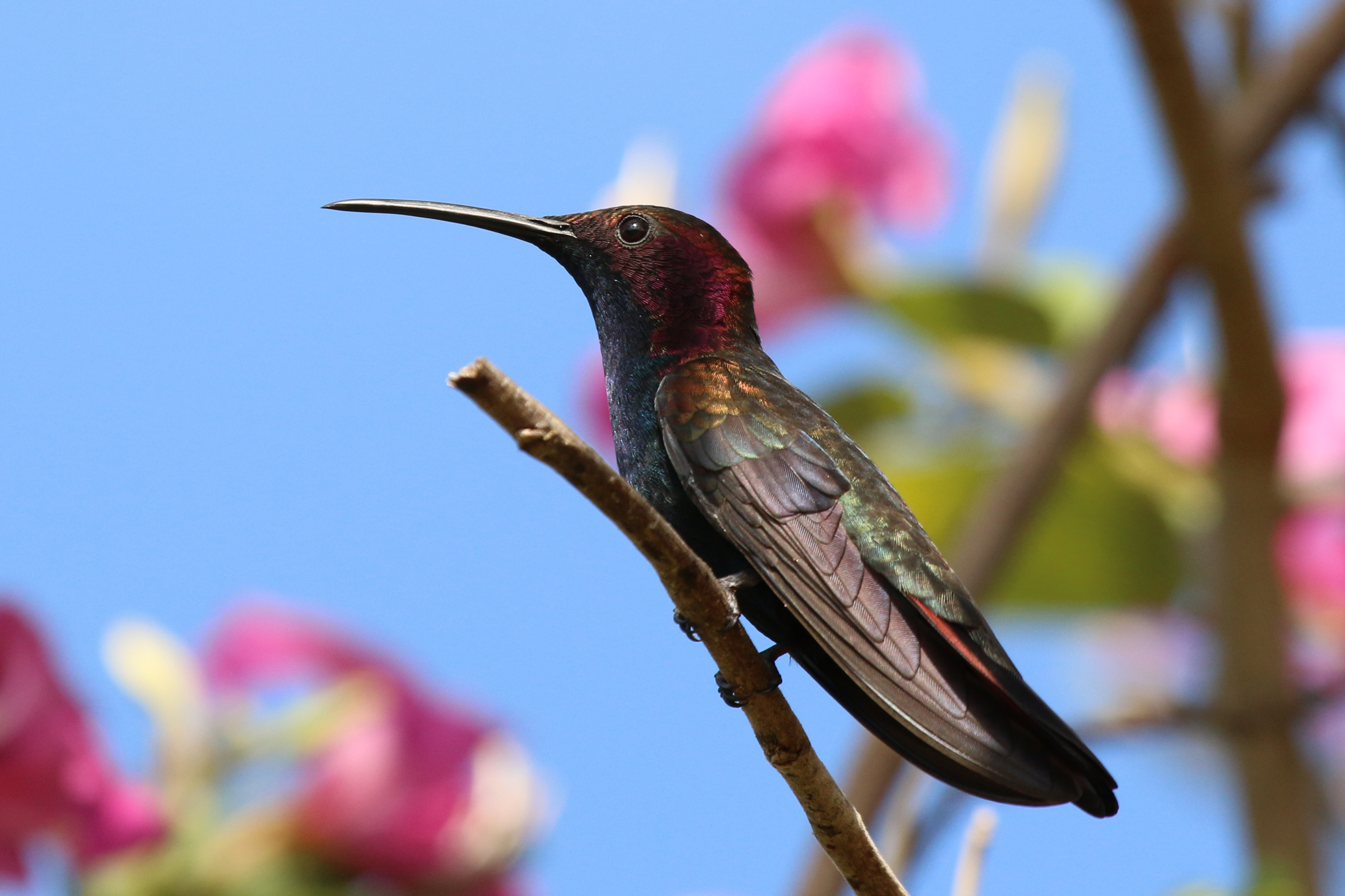
Колібрі-манго ямайський (Anthracothorax mango)
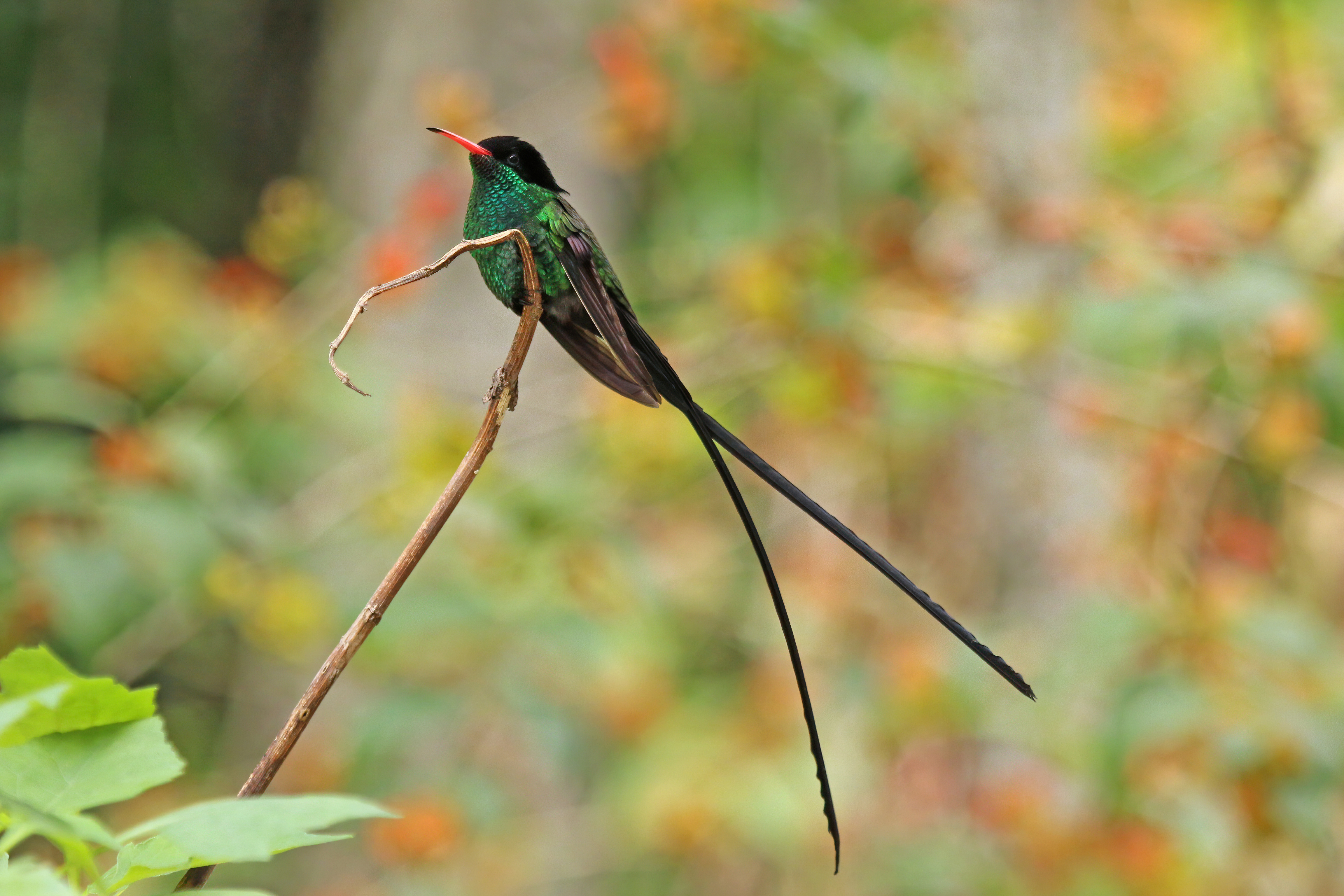
Колібрі вимпелохвостий (Trochilus polytmus)
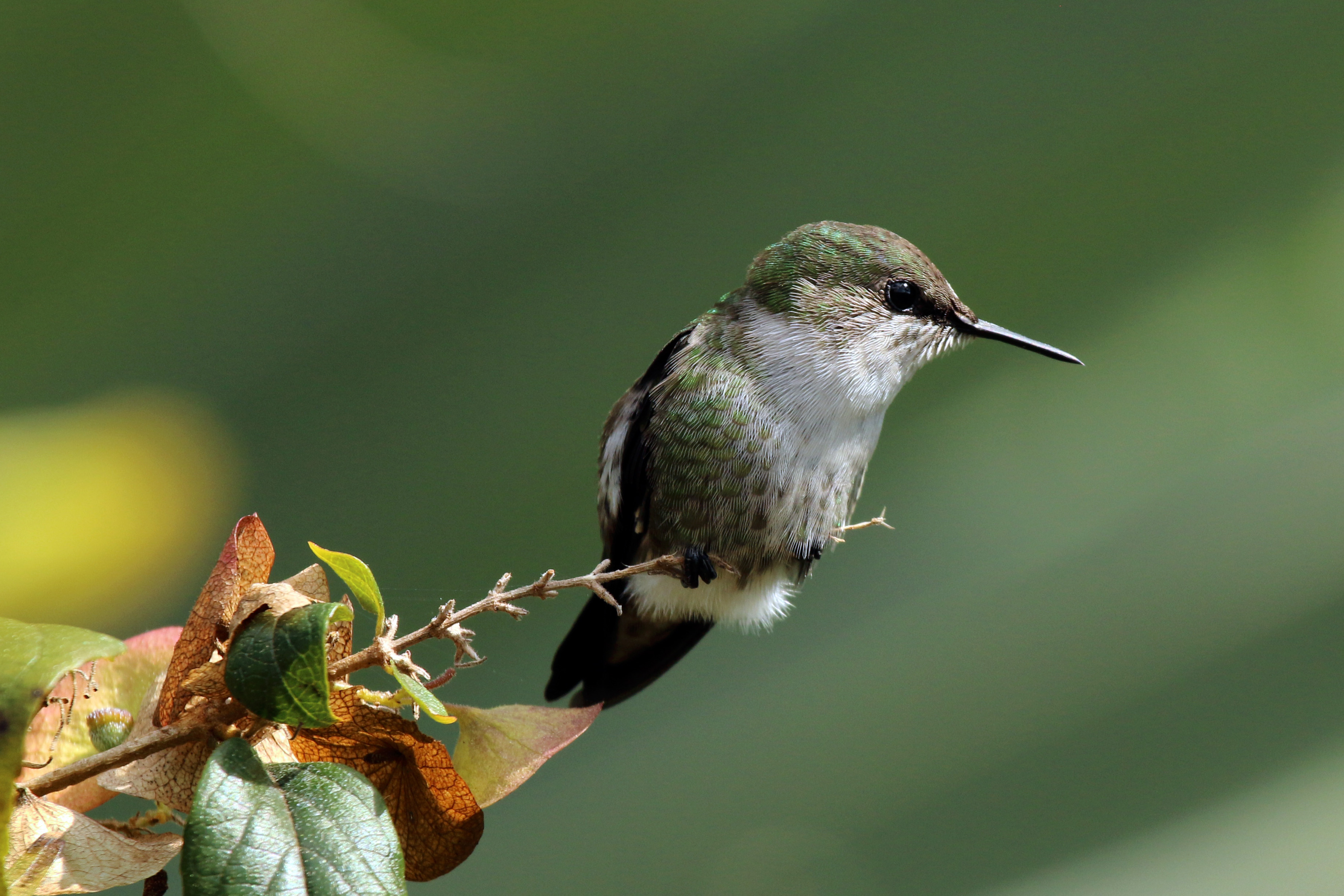
Колібрі-бджола білогорлий (Mellisuga minima)

## Журавлеподібні(Gruiformes)
Родина: Пастушкові (Rallidae)
- Пастушок строкатий, Pardirallus maculatus (A)
- Пастушок бурий, Amaurolimnas concolor (Ex)
  - Amaurolimnas concolor concolor (Es, extinct)[1]
- Пастушок узбережний, Rallus crepitans
- Пастушок королівський, Rallus elegans  NT
- Погонич каролінський, Porzana carolina (A)
- Курочка латиноамериканська, Gallinula galeata
- Лиска американська, Fulica americana
- Султанка американська, Porphyrio martinica
- Haplocrex flaviventer
- Погонич американський, Laterallus jamaicensis (A)

Родина: Арамові (Aramidae)
- Арама, Aramus guarauna

## Сивкоподібні(Charadriiformes)
Родина: Чоботарові (Recurvirostridae)
- Himantopus mexicanus
- Чоботар американський, Recurvirostra americana (A)

Родина: Куликосорокові (Haematopodidae)
- Кулик-сорока американський, Haematopus palliatus (A)

Родина: Сивкові (Charadriidae)
- Сивка морська, Pluvialis squatarola
- Сивка американська, Pluvialis dominica (A)
- Пісочник крикливий, Charadrius vociferus
- Пісочник канадський, Charadrius semipalmatus
- Пісочник жовтоногий, Charadrius melodus (A)
- Пісочник довгодзьобий, Charadrius wilsonia
- Пісочник американський, Charadrius nivosus (A)

Родина: Яканові (Jacanidae)
- Якана жовтолоба, Jacana spinosa

Родина: Баранцеві (Scolopacidae)
- Бартрамія, Bartramia longicauda  (A)
- Кульон гудзонський, Numenius hudsonicus
- Кульон американський, Numenius americanus (A)
- Грицик чорнохвостий, Limosa fedoa (A)
- Крем'яшник звичайний, Arenaria interpres
- Побережник ісландський, Calidris canutus (A)
- Брижач, Calidris pugnax (A)
- Побережник довгоногий, Calidris himantopus (A)
- Побережник білий, Calidris alba
- Побережник чорногрудий, Calidris alpina (A)
- Побережник-крихітка, Calidris minutilla
- Побережник білогрудий, Calidris fuscicollis (A)
- Жовтоволик, Calidris subruficollis (A)
- Побережник арктичний, Calidris melanotos (A)
- Побережник тундровий, Calidris pusilla  NT
- Побережник аляскинський, Calidris mauri
- Неголь короткодзьобий, Limnodromus griseus
- Неголь довгодзьобий, Limnodromus scolopaceus (A)
- Баранець американський, Gallinago delicata (A)
- Набережник плямистий, Actitis macularius
- Коловодник малий, Tringa solitaria (A)
- Коловодник жовтоногий, Tringa flavipes
- Коловодник американський, Tringa semipalmata
- Коловодник строкатий, Tringa melanoleuca
- Плавунець довгодзьобий, Phalaropus tricolor (A)
- Плавунець круглодзьобий, Phalaropus lobatus (A)

Родина: Поморникові (Stercorariidae)
- Поморник середній, Stercorarius pomarinus (A)
- Поморник короткохвостий, Stercorarius parasiticus (A)
- Поморник довгохвостий, Stercorarius longicaudus (A)

Родина: Мартинові (Laridae)
- Мартин трипалий, Rissa tridactyla (A)
- Мартин канадський, Chroicocephalus philadelphia
- Мартин звичайний, Chroicocephalus ridibundus (A)
- Leucophaeus atricilla
- Мартин делаверський, Larus delawarensis (A)
- Мартин американський, Larus smithsonianus (V)
- Мартин чорнокрилий, Larus fuscus (A)
- Крячок бурий, Anous stolidus
- Крячок строкатий, Onychoprion fuscata
- Крячок бурокрилий, Onychoprion anaethetus
- Крячок карибський, Sternula antillarum
- Крячок чорнодзьобий, Gelochelidon nilotica (A)
- Крячок каспійський, Hydroprogne caspia (A)
- Крячок чорний, Chlidonias niger
- Крячок річковий, Sterna hirundo (A)
- Крячок неоарктичний, Sterna forsteri (A)
- Крячок королівський, Thalasseus maxima
- Крячок рябодзьобий, Thalasseus sandvicensis
- Водоріз американський, Rynchops niger (A)

## Фаетоноподібні(Phaethontiformes)
Родина: Фаетонові (Phaethontidae)
- Фаетон білохвостий, Phaethon lepturus
- Фаетон червонодзьобий, Phaethon aethereus (A)

## Буревісникоподібні(Procellariiformes)
Родина: Океанникові (Oceanitidae)
- Океанник Вільсона, Oceanites oceanicus

Родина: Качуркові (Hydrobatidae)
- Качурка північна, Hydrobates leucorhous (A)

Родина: Буревісникові (Procellariidae)
- Тайфунник кубинський, Pterodroma hasitata (A)
- Тайфунник карибський, Pterodroma caribbaea (E) (вимерлий)
- Calonectris diomedea
- Буревісник сивий, Ardenna griseus (A)
- Буревісник екваторіальний, Puffinus lherminieri (A)
- Буревісник канарський, Puffinus baroli (A)

## Лелекоподібні(Ciconiiformes)
Родина: Лелекові (Ciconiidae)
- Міктерія, Mycteria americana (A)

## Сулоподібні(Suliformes)
Родина: Фрегатові (Fregatidae)
- Фрегат карибський, Fregata magnificens

Родина: Сулові (Sulidae)
- Сула жовтодзьоба, Sula dactylatra (A)
- Сула білочерева, Sula leucogaster
- Сула червононога, Sula sula (A)

Родина: Змієшийкові (Anhingidae)
- Змієшийка американська, Anhinga anhinga (A)

Родина: Бакланові (Phalacrocoracidae)
- Баклан вухатий, Nannopterum auritum (A)
- Баклан бразильський, Nannopterum brasilianum (A)

## Пеліканоподібні(Pelecaniformes)
Родина: Пеліканові (Pelecanidae)
- Пелікан рогодзьобий, Pelecanus erythrorhynchos (A)
- Пелікан бурий, Pelecanus occidentalis

Родина: Чаплеві (Ardeidae)
- Бугай американський, Botaurus lentiginosus (A)
- Бугайчик американський, Ixobrychus exilis
- Чапля північна, Ardea herodias
- Чепура велика, Ardea alba
- Чепура американська, Egretta thula
- Чепура блакитна, Egretta caerulea
- Чепура трибарвна, Egretta tricolor
- Чепура рудошия, Egretta rufescens (A)
- Чапля єгипетська, Bubulcus ibis
- Чапля зелена, Butorides virescens
- Квак звичайний, Nycticorax nycticorax
- Квак чорногорлий, Nyctanassa violacea

Родина: Ібісові (Threskiornithidae)
- Ібіс білий, Eudocimus albus
- Ібіс червоний, Eudocimus ruber (A)
- Коровайка бура, Plegadis falcinellus (A)
- Косар рожевий, Platalea ajaja (A)

## Катартоподібні(Cathartiformes)
Родина: Катартові (Cathartidae)
- Урубу, Coragyps atratus (A)
- Катарта червоноголова, Cathartes aura

## Яструбоподібні(Accipitriformes)
Родина: Скопові (Pandionidae)
- Скопа, Pandion haliaetus

Родина: Яструбові (Accipitridae)
- Elanoides forficatus (A)
- Лунь американський, Circus hudsonius (A)
- Яструб неоарктичний, Accipiter striatus (A)
- Ictinia mississippiensis (A)
- Шуліка-слимакоїд червоноокий, Rostrhamus sociabilis (A)
- Канюк ширококрилий, Buteo platypterus (A)
- Канюк неоарктичний, Buteo jamaicensis

## Совоподібні(Strigiformes)
Родина: Сипухові (Tytonidae)
- Сипуха крапчаста, Tyto alba

Родина: Совові (Strigidae)
- Сова ямайська, Asio grammicus (E)

## Сиворакшоподібні(Coraciiformes)
Родина: Тодієві (Todidae)
- Тоді зелений, Todus todus (E)

Родина: Рибалочкові (Alcedinidae)

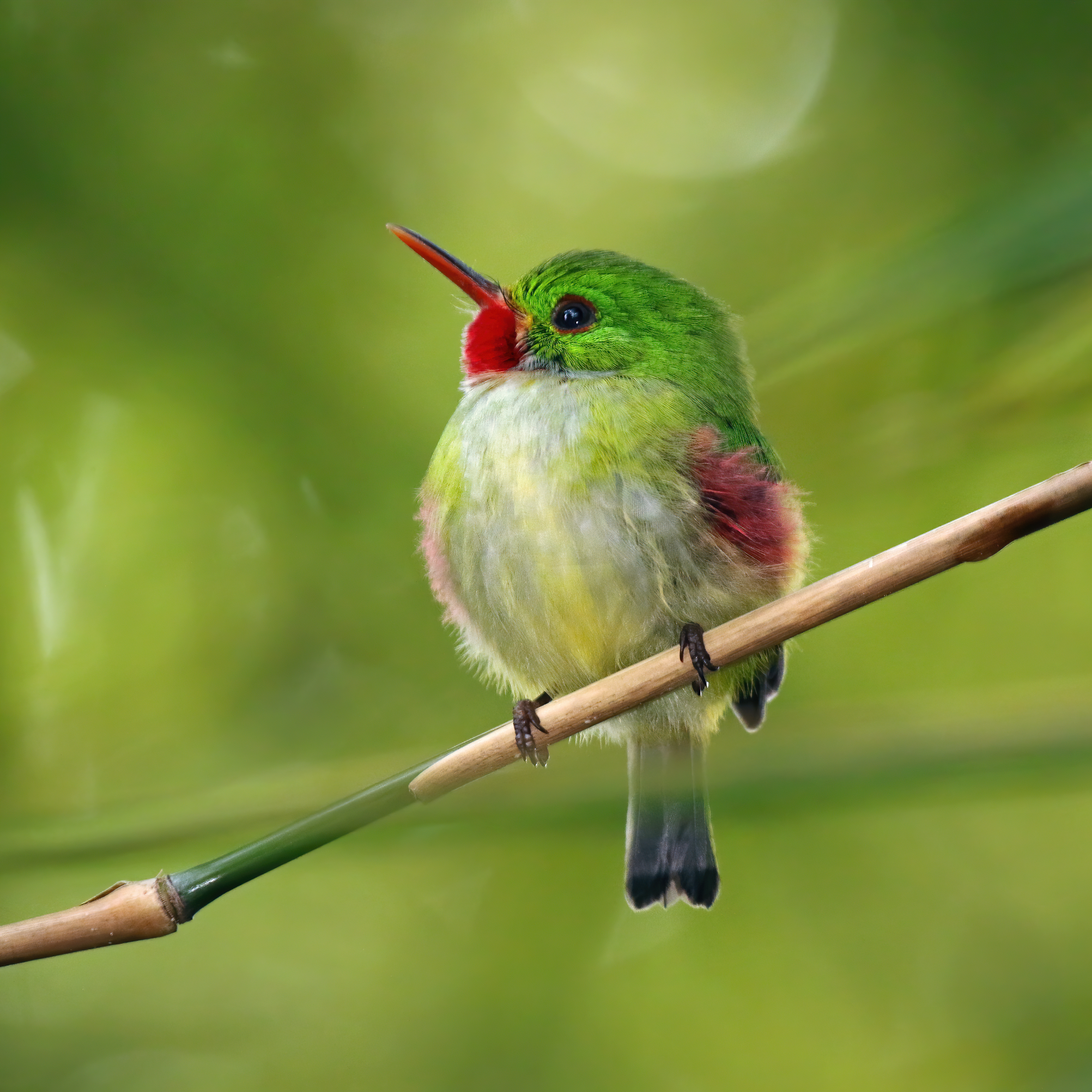
Тоді зелений (Todus todus)

- Рибалочка-чубань північний, Megaceryle alcyon

## Дятлоподібні(Piciformes)
Родина: Дятлові (Picidae)
- Melanerpes radiolatus (E)

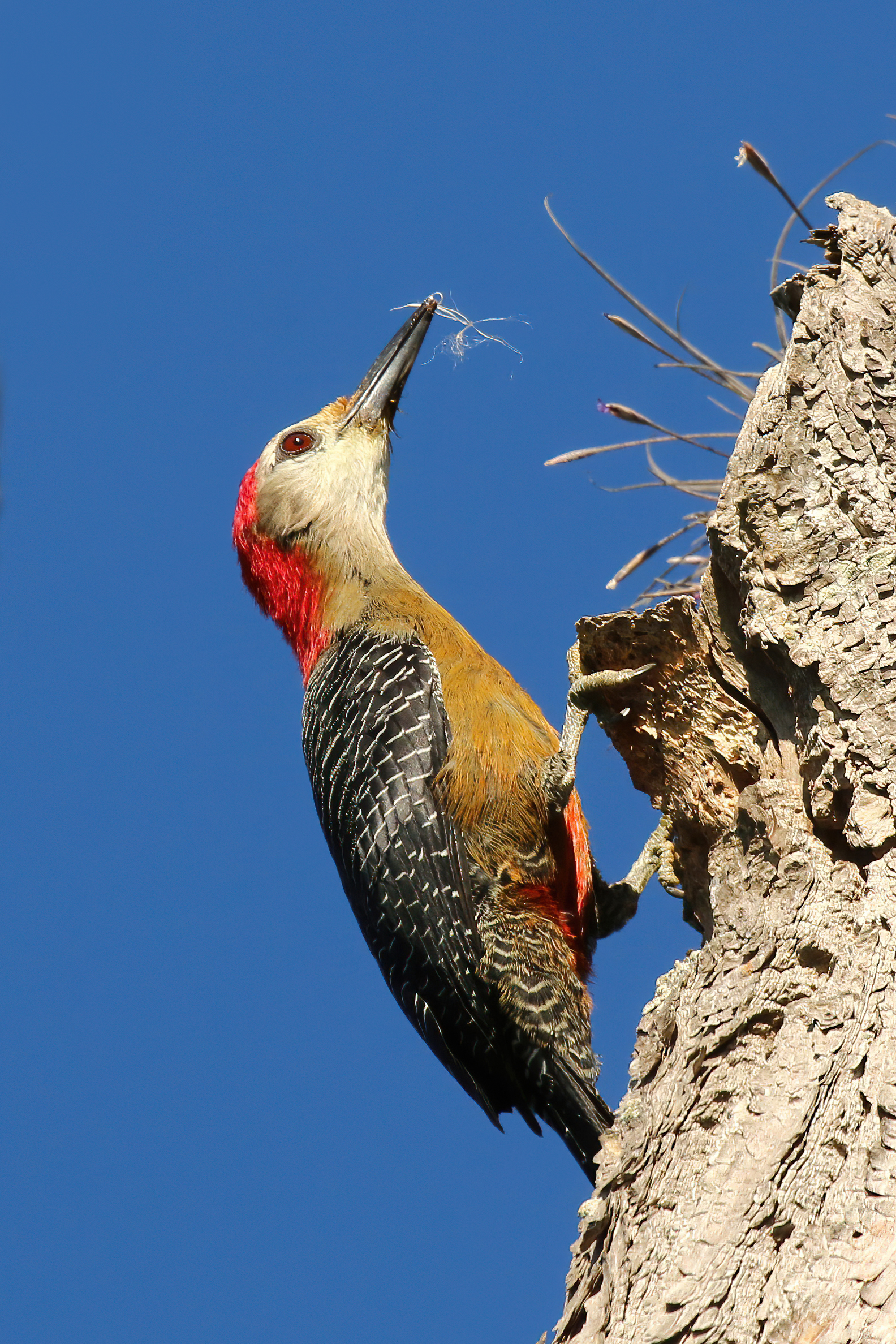
Самець ямайської гіли (Melanerpes radiolatus)

- Дятел-смоктун жовточеревий, Sphyrapicus varius (A)
- Colaptes fernandinae (A)

## Соколоподібні(Falconiformes)
Родина: Соколові (Falconidae)

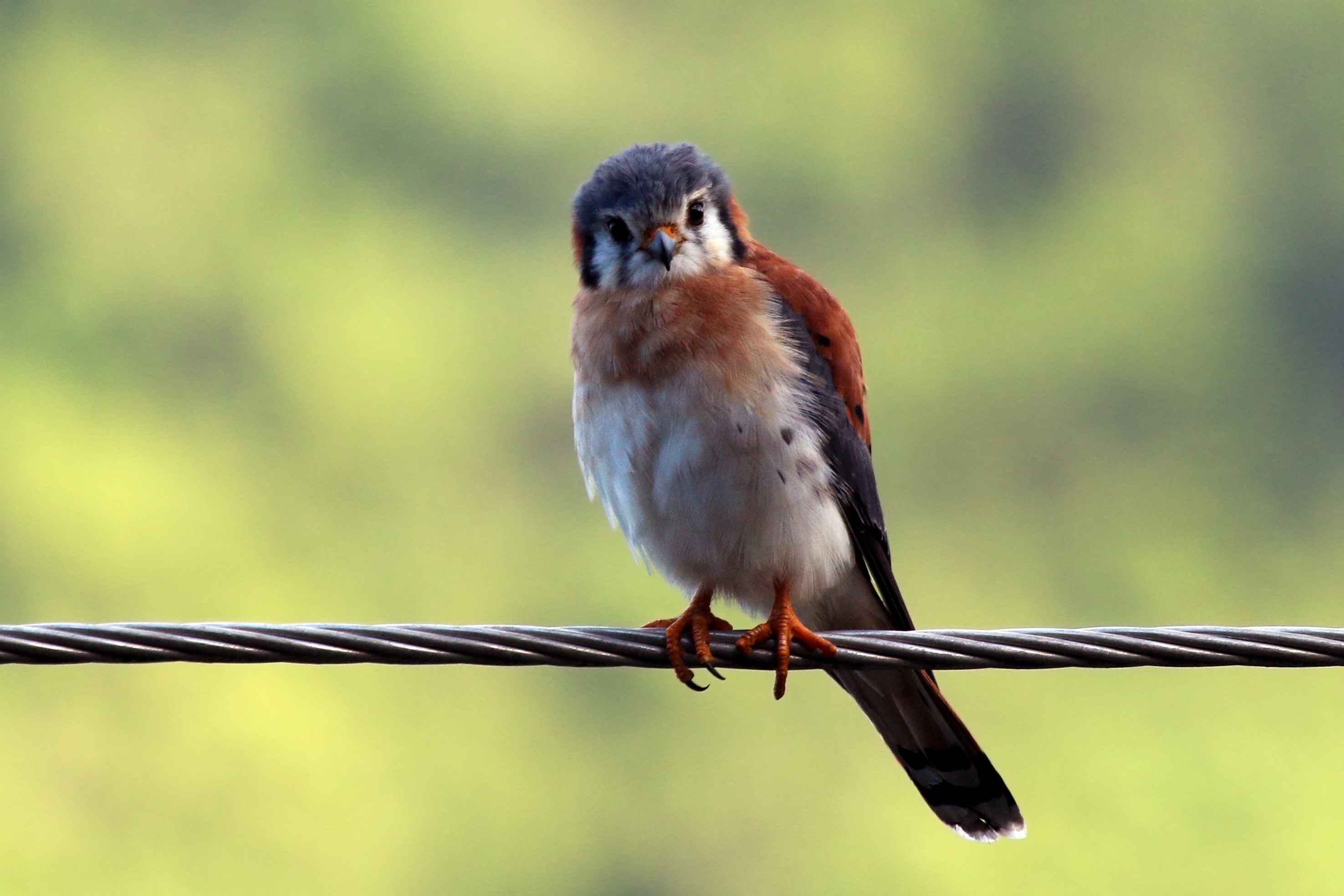
Боривітер американський (Falco sparverius)

- Каракара аргентинська, Caracara plancus (A)
- Боривітер американський, Falco sparverius
- Підсоколик малий, Falco columbarius (A)
- Сапсан, Falco peregrinus

## Папугоподібні(Psittaciformes)
Родина: Папугові (Psittacidae)

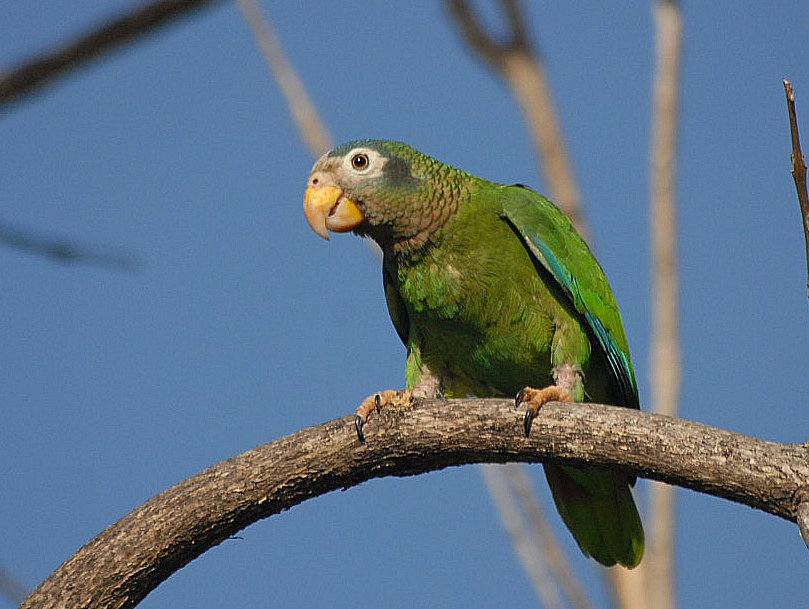
Амазон жовтоволий (Amazona collaria)

- Аратинга ямайський, Eupsittula nana
- Папуга-горобець гвіанський, Forpus passerinus (I)
- Амазон жовтоволий, Amazona collaria (E)
- Амазон ямайський, Amazona agilis (E)
- Amazona oratrix (I)
- Amazona auropalliata (I)

## Горобцеподібні(Passeriformes)
Родина: Бекардові (Tityridae)
- Бекард чорний, Pachyramphus niger (E)

Родина: Тиранові (Tyrannidae)
- Тиранець ямайський, Myiopagis cotta (E)
- Еленія антильська, Elaenia fallax
- Копетон ямайський, Myiarchus barbirostris (E)
- Копетон чубатий, Myiarchus crinitus (A)
- Копетон рудохвостий, Myiarchus validus (E)
- Копетон острівний, Myiarchus stolidus (Es)
- Тиран королівський, Tyrannus tyrannus (A)
- Тиран сірий, Tyrannus dominicensis
- Тиран темноголовий, Tyrannus caudifasciatus (Es)
- Тиран вилохвостий, Tyrannus savana (A)
- Піві бурий, Contopus sordidulus (A)
- Піві лісовий, Contopus virens (A)
- Піві ямайський, Contopus pallidus (E)
- Піві-малюк вербовий, Empidonax traillii (A)

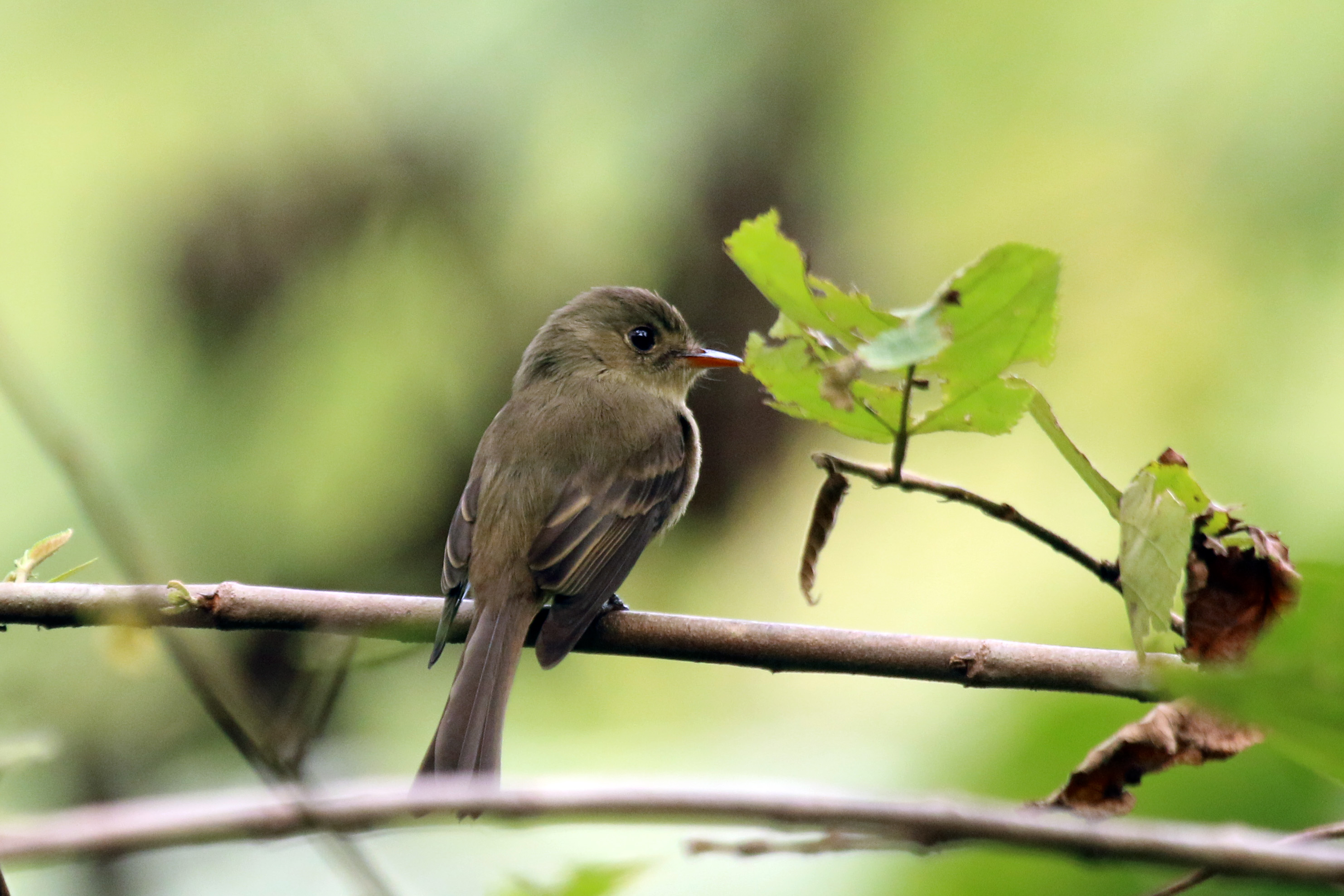
Піві ямайський (Contopus pallidus)
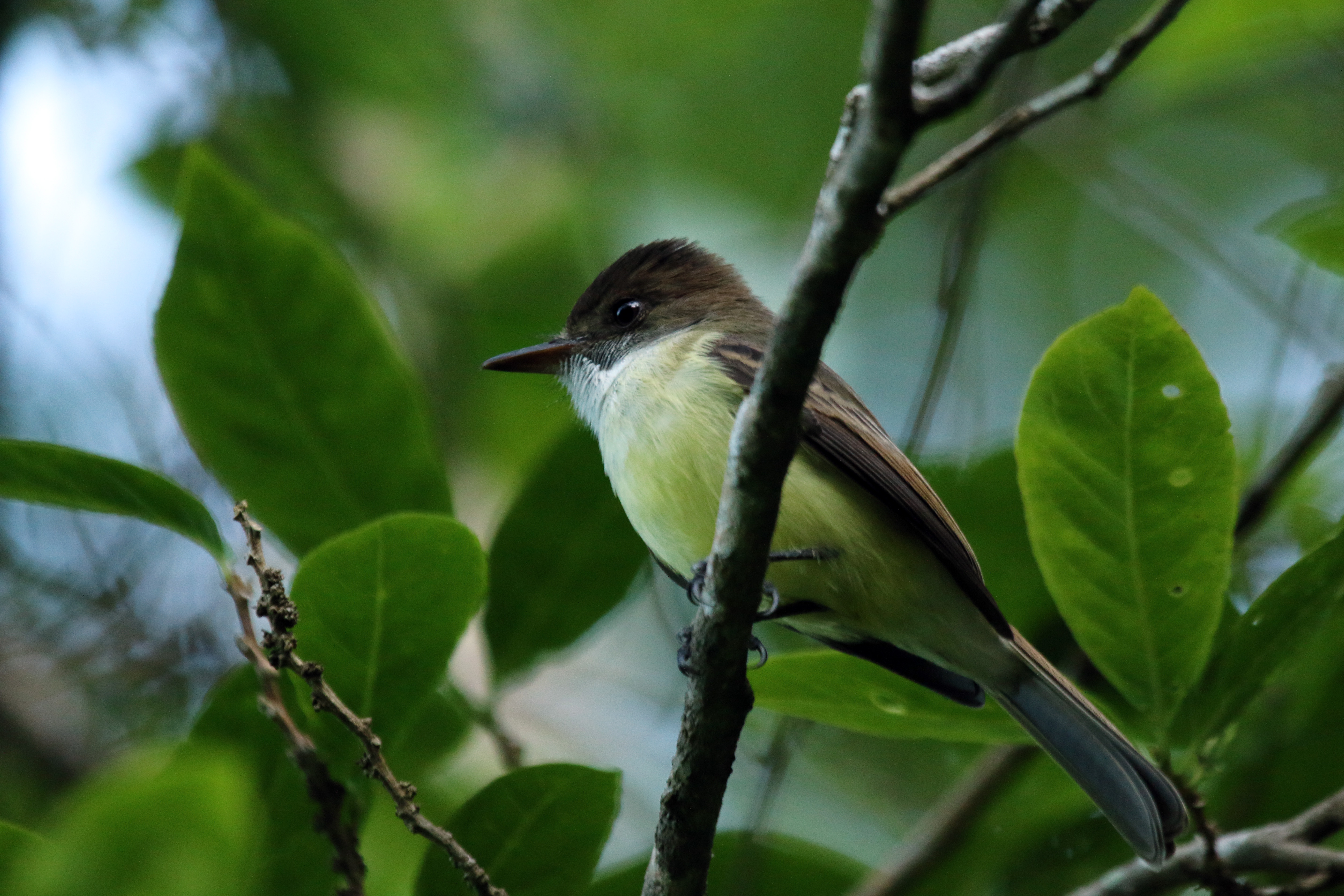
Копетон ямайський (Myiarchus barbirostris)
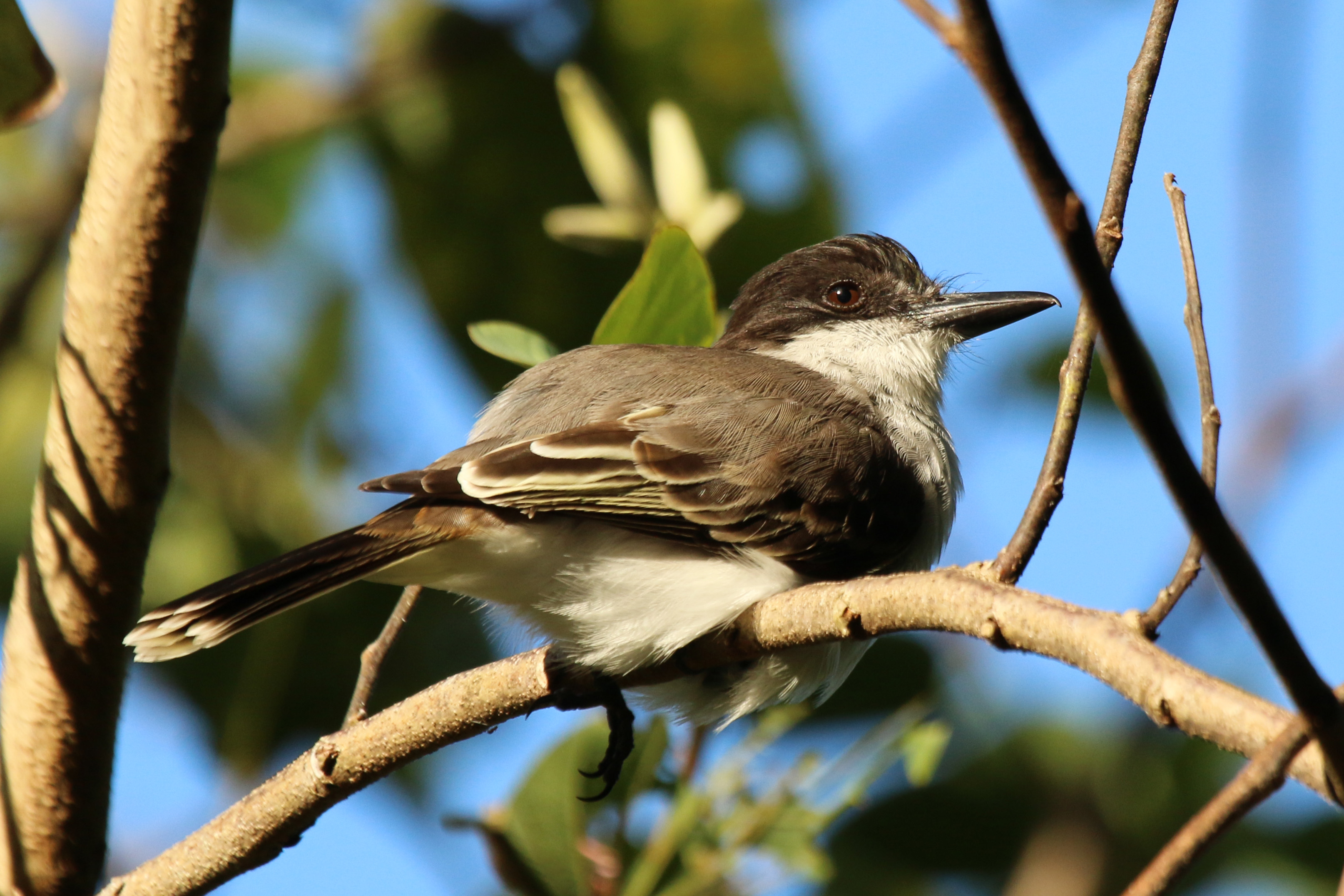
Тиран темноголовий (Tyrannus caudifasciatus)

Родина: Віреонові (Vireonidae)
- Віреон гірський, Vireo osburni (E)
- Віреон білоокий, Vireo griseus (A)
- Віреон ямайський, Vireo modestus (E)
- Віреон жовтогорлий, Vireo flavifrons (A)
- Віреон сизоголовий, Vireo solitarius (A)
- Віреон цитриновий, Vireo philadelphicus (A)
- Віреон світлобровий, Vireo gilvus (A)
- Віреон червоноокий, Vireo olivaceus
- Віреон чорновусий, Vireo altiloquus

Родина: Воронові (Corvidae)
- Сорока канадська, Pica hudsonia (I) (Ex)
- Ворона ямайська, Corvus jamaicensis (E)

Родина: Жайворонкові (Alaudidae)
- Жайворонок польовий, Alauda arvensis (I) (Ex)

Родина: Ластівкові (Hirundinidae)
- Ластівка берегова, Riparia riparia
- Білозорка річкова, Tachycineta bicolor (A)
- Білозорка золотиста, Tachycineta euchrysea (A), можливо (Ex)[2]
- Ластівка північна, Stelgidopteryx serripennis (A)
- Щурик пурпуровий, Progne subis (A)
- Щурик антильський, Progne dominicensis
- Ластівка сільська, Hirundo rustica
- Ясківка білолоба, Petrochelidon pyrrhonota (A)
- Ясківка печерна, Petrochelidon fulva

Родина: Золотомушкові (Regulidae)
- Золотомушка рубіновочуба, Corthylio calendula (A)

Родина: Омелюхові (Bombycillidae)
- Омелюх американський, Bombycilla cedrorum (A)

Родина: Пересмішникові (Mimidae)

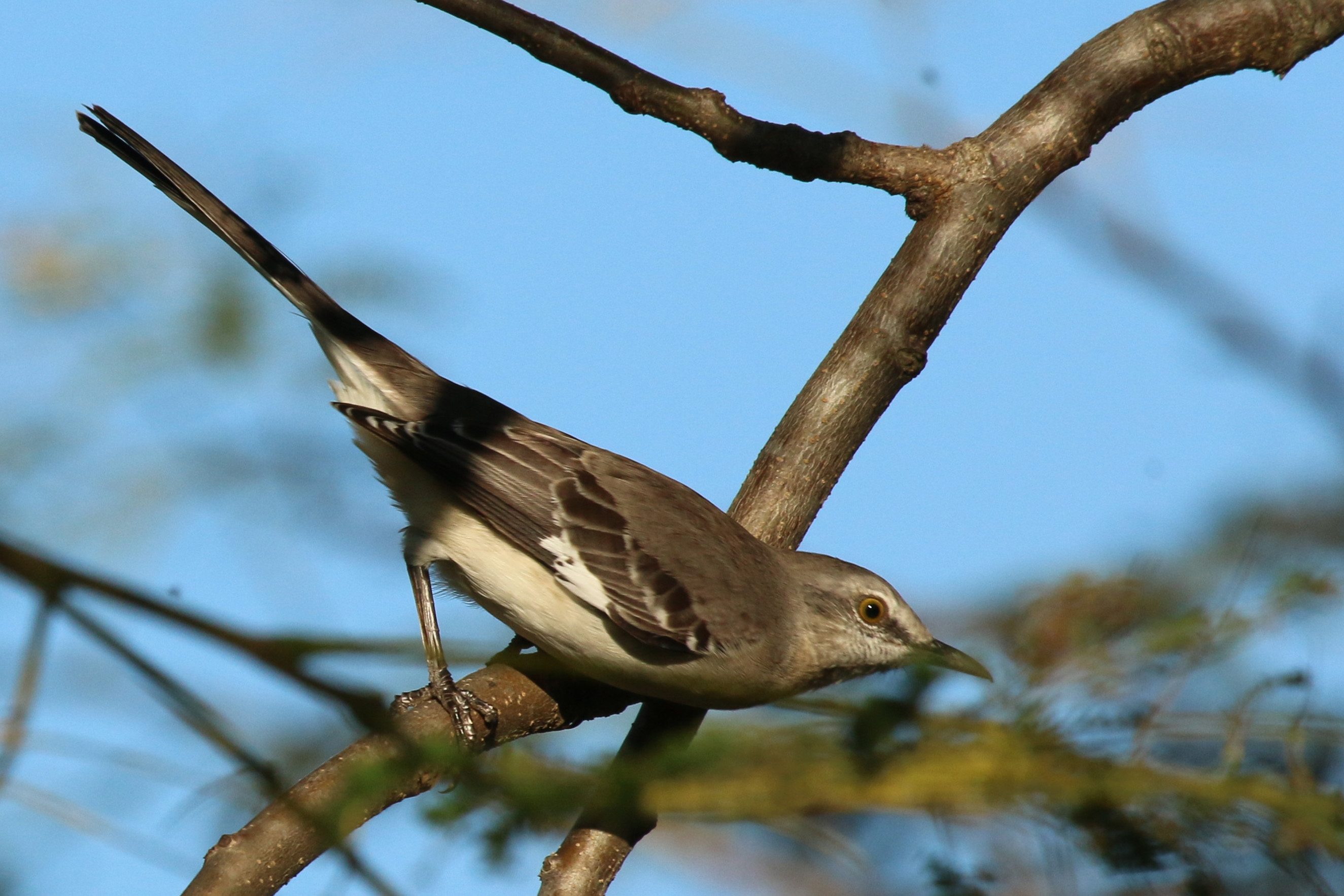
Пересмішник багатоголосий (Mimus polyglottos)

- Пересмішник сірий, Dumetella carolinensis (A)
- Пересмішник карибський, Mimus gundlachii
- Пересмішник багатоголосий, Mimus polyglottos

Родина: Шпакові (Sturnidae)
- Шпак звичайний, Sturnus vulgaris (I)
- Майна індійська, Acridotheres tristis (I)

Родина: Дроздові (Turdidae)

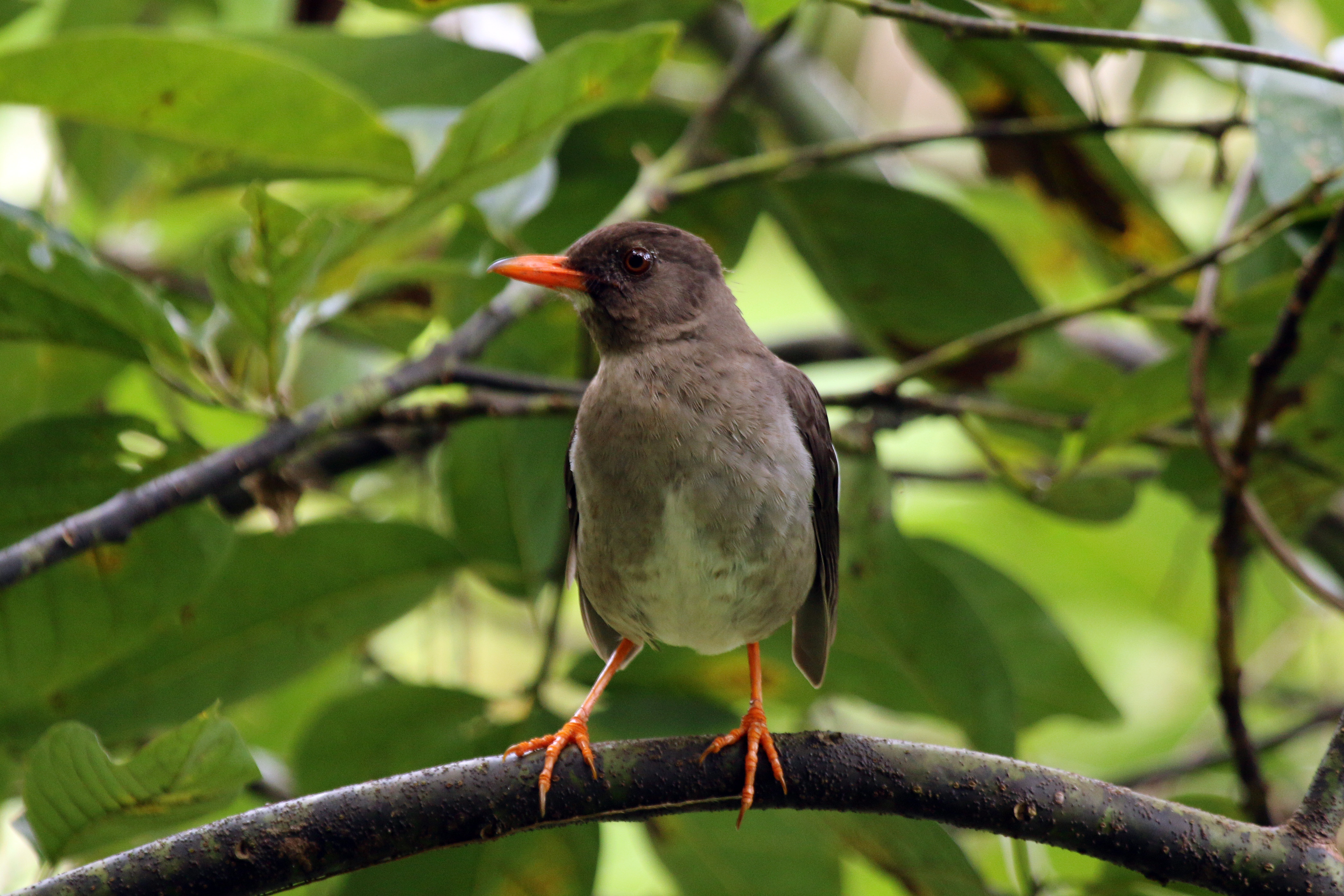
Дрізд ямайський (Turdus aurantius)

- Солітаріо рудогорлий, Myadestes genibarbis
- Дрізд-короткодзьоб бурий, Catharus fuscescens (A)
- Дрізд-короткодзьоб малий, Catharus minimus
- Дрізд-короткодзьоб канадський, Catharus bicknelli (A)
- Дрізд-короткодзьоб Свенсона, Catharus ustulatus (A)
- Дрізд лісовий, Hylocichla mustelina (A)
- Дрізд білоокий, Turdus jamaicensis (E)
- Дрізд мандрівний, Turdus migratorius (A)
- Дрізд ямайський, Turdus aurantius (E)
- Дрізд карибський, Turdus plumbeus

Родина: Ткачикові (Ploceidae)
- Вайдаг червоний, Euplectes franciscanus (I) (A)
- Вайдаг золотистий, Euplectes afer (I)

Родина: Астрильдові (Estrildidae)
- Мунія іржаста, Lonchura punctulata (I)
- Мунія трибарвна, Lonchura malacca (I)
- Мунія чорноголова, Lonchura atricapilla (I)

Родина: Горобцеві (Passeridae)
- Горобець хатній, Passer domesticus (I)

Родина: Плискові (Motacillidae)
- Щеврик американський, Anthus rubescens (A)

Родина: В'юркові (Fringillidae)
- Гутурама ямайська, Euphonia jamaica (E)
- Loxia megaplaga (A)

Родина: Passerellidae
- Багновець прерієвий, Ammodramus savannarum
- Потюк, Chondestes grammacus (A)
- Юнко сірий, Junco hyemalis (A)
- Бруант білобровий, Zonotrichia leucophrys (A)
- Вівсянка саванова, Passerculus sandwichensis (A)
- Пасовка вохриста, Melospiza lincolnii (A)

Родина: Spindalidae
- Танагра ямайська, Spindalis nigricephala (E)

Родина: Icteriidae
- Іктерія, Icteria virens (A)

Родина: Трупіалові (Icteridae)
- Гоглу, Dolichonyx oryzivorus

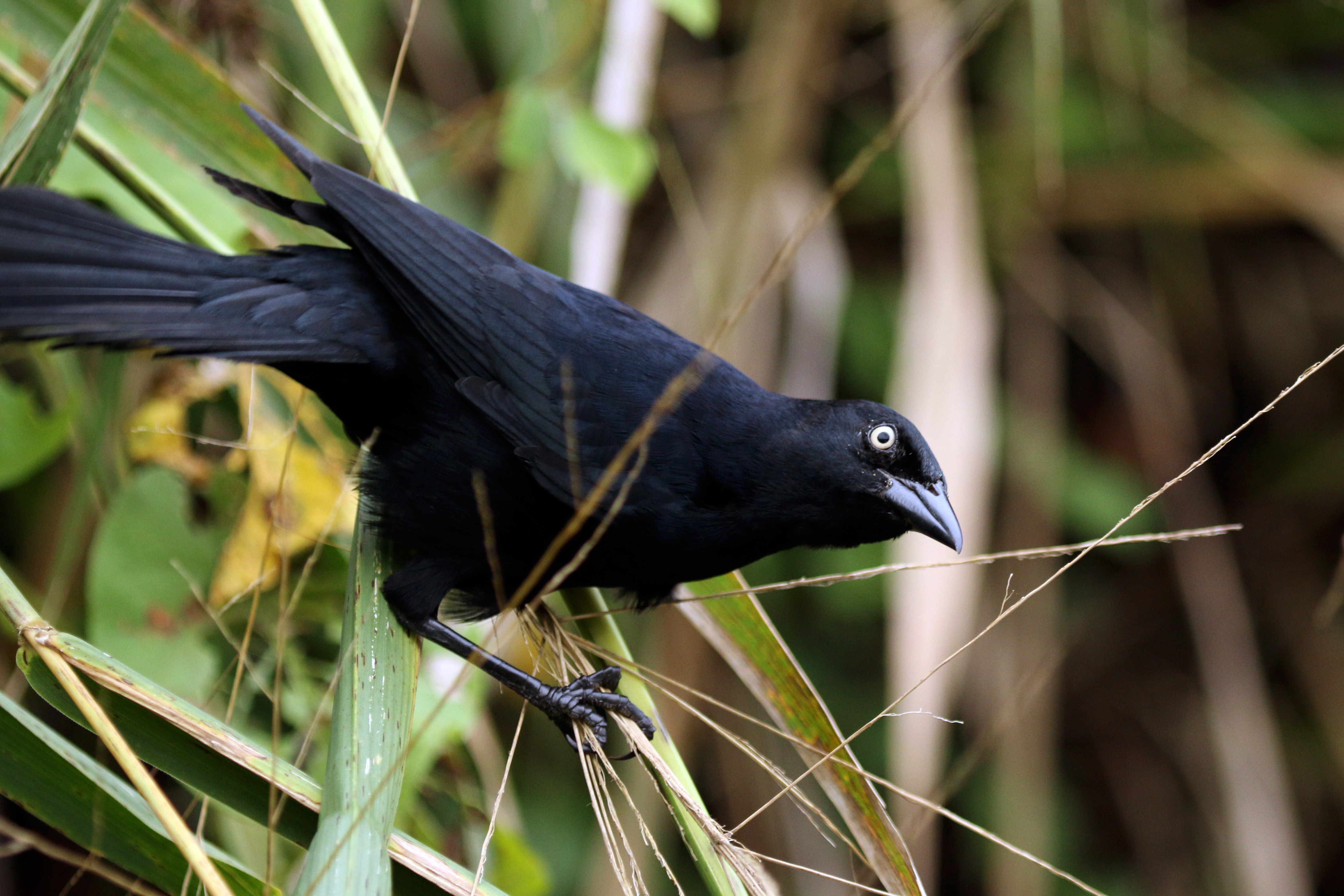
Гракл антильський Quiscalus niger

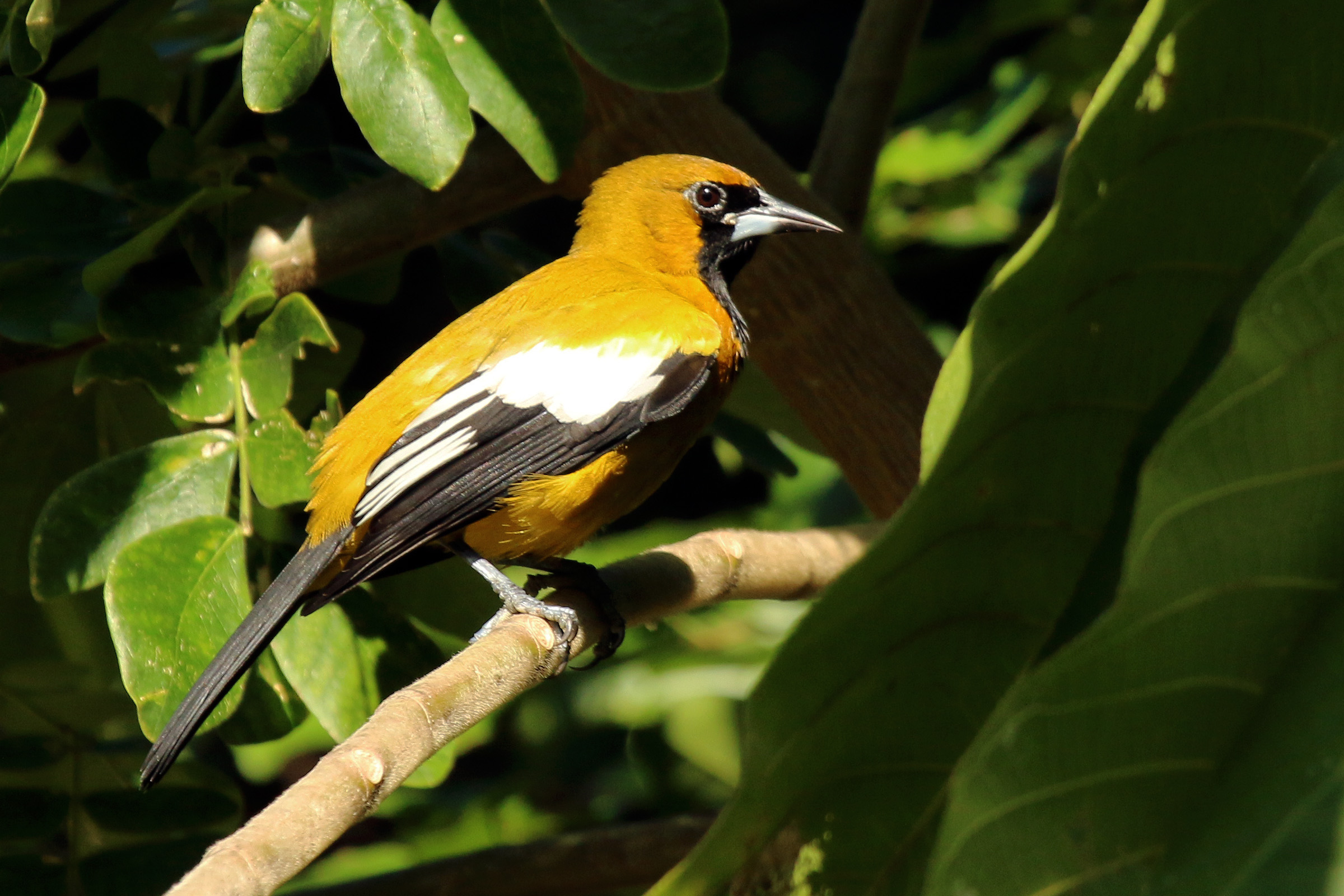
Трупіал білокрилий (Icterus leucopteryx)

- Трупіал садовий, Icterus spurius (A)
- Трупіал венесуельський, Icterus icterus (Ex)
- Трупіал білокрилий, Icterus leucopteryx (Es)
- Трупіал балтиморський, Icterus galbula (A)
- Трупіал ямайський, Nesopsar nigerrimus (E)
- Вашер синій, Molothrus bonariensis (I)
- Гракл великохвостий, Quiscalus mexicanus (A) possibly (I)
- Гракл антильський, Quiscalus niger (Es)

Родина: Піснярові (Parulidae)
- Смугастоволець оливковий, Seiurus aurocapilla
- Пісняр-борсучок, Helmitheros vermivorus (A)
- Смугастоволець білобровий, Parkesia motacilla
- Смугастоволець річковий, Parkesia noveboracensis
- Червоїд золотокрилий, Vermivora chrysoptera (A)
- Червоїд жовтоголовий, Vermivora cyanoptera (A)
- Пісняр строкатий, Mniotilta varia
- Пісняр жовтий, Protonotaria citrea (A)
- Пісняр бурий, Limnothlypis swainsonii (A)
- Червоїд світлобровий, Leiothlypis peregrina (A)
- Червоїд оливковий, Leiothlypis celata (A)
- Червоїд сіроголовий, Leiothlypis ruficapilla (A)
- Цитринка сіровола, Oporornis agilis (A)
- Цитринка чорновола, Geothlypis philadelphia (A)
- Цитринка жовтогорла, Geothlypis formosa (A)
- Жовтогорлик північний, Geothlypis trichas
- Пісняр-лісовик ямайський, Setophaga pharetra (E)
- Болотянка чорногорла, Setophaga citrina (A)
- Пісняр горихвістковий, Setophaga ruticilla
- Пісняр-лісовик мічиганський, Setophaga kirtlandii (A)
- Пісняр-лісовик рудощокий, Setophaga tigrina
- Пісняр-лісовик блакитний, Setophaga cerulea (A)
- Пісняр північний, Setophaga americana
- Пісняр-лісовик канадський, Setophaga magnolia (A)
- Пісняр-лісовик каштановий, Setophaga castanea (A)
- Пісняр-лісовик рудоволий, Setophaga fusca (A)
- Пісняр-лісовик золотистий, Setophaga petechia
- Пісняр-лісовик рудобокий, Setophaga pensylvanica (A)
- Пісняр-лісовик білощокий, Setophaga striata (A)
- Пісняр-лісовик сизий, Setophaga caerulescens
- Пісняр-лісовик рудоголовий, Setophaga palmarum
- Пісняр-лісовик сосновий, Setophaga pinus (A)
- Пісняр-лісовик жовтогузий, Setophaga coronata
- Пісняр-лісовик чорнощокий, Setophaga dominica
- Пісняр-лісовик прерієвий, Setophaga discolor
- Пісняр-лісовик чорногорлий, Setophaga virens (A)
- Болотянка строкатовола, Cardellina canadensis (A)
- Болотянка мала, Cardellina pusilla (A)

Родина: Кардиналові (Cardinalidae)
- Піранга пломениста, Piranga rubra (A)
- Піранга кармінова, Piranga olivacea (A)
- Кардинал-довбоніс червоноволий, Pheucticus ludovicianus (A)
- Скригнатка синя Passerina caerulea (A)
- Скригнатка індигова Passerina cyanea (A)
- Скригнатка райдужна, Passerina ciris (A)
- Лускун, Spiza americana (A)

Родина: Саякові (Thraupidae)

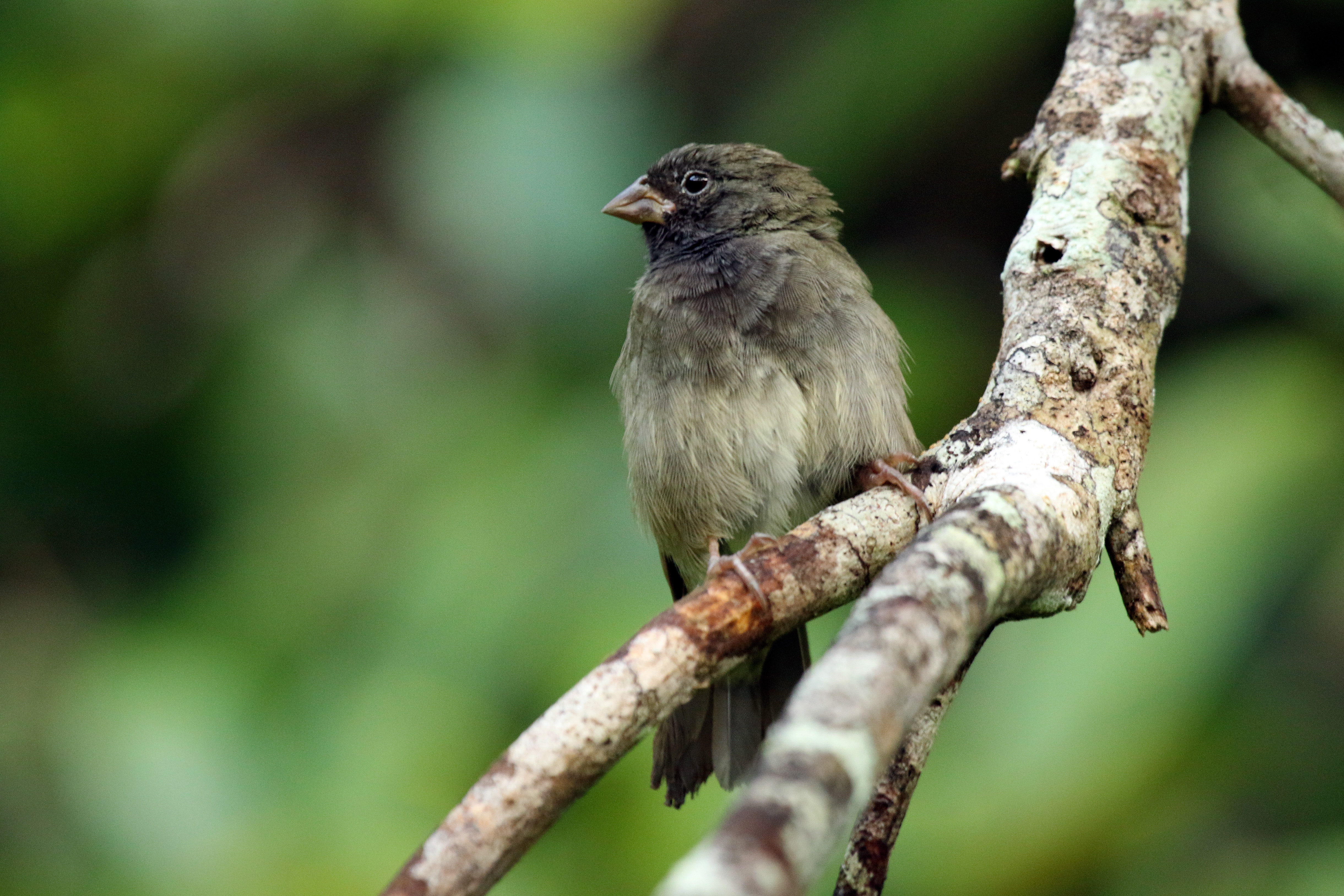
Самець чорноволого потроста (Melanospiza bicolor)

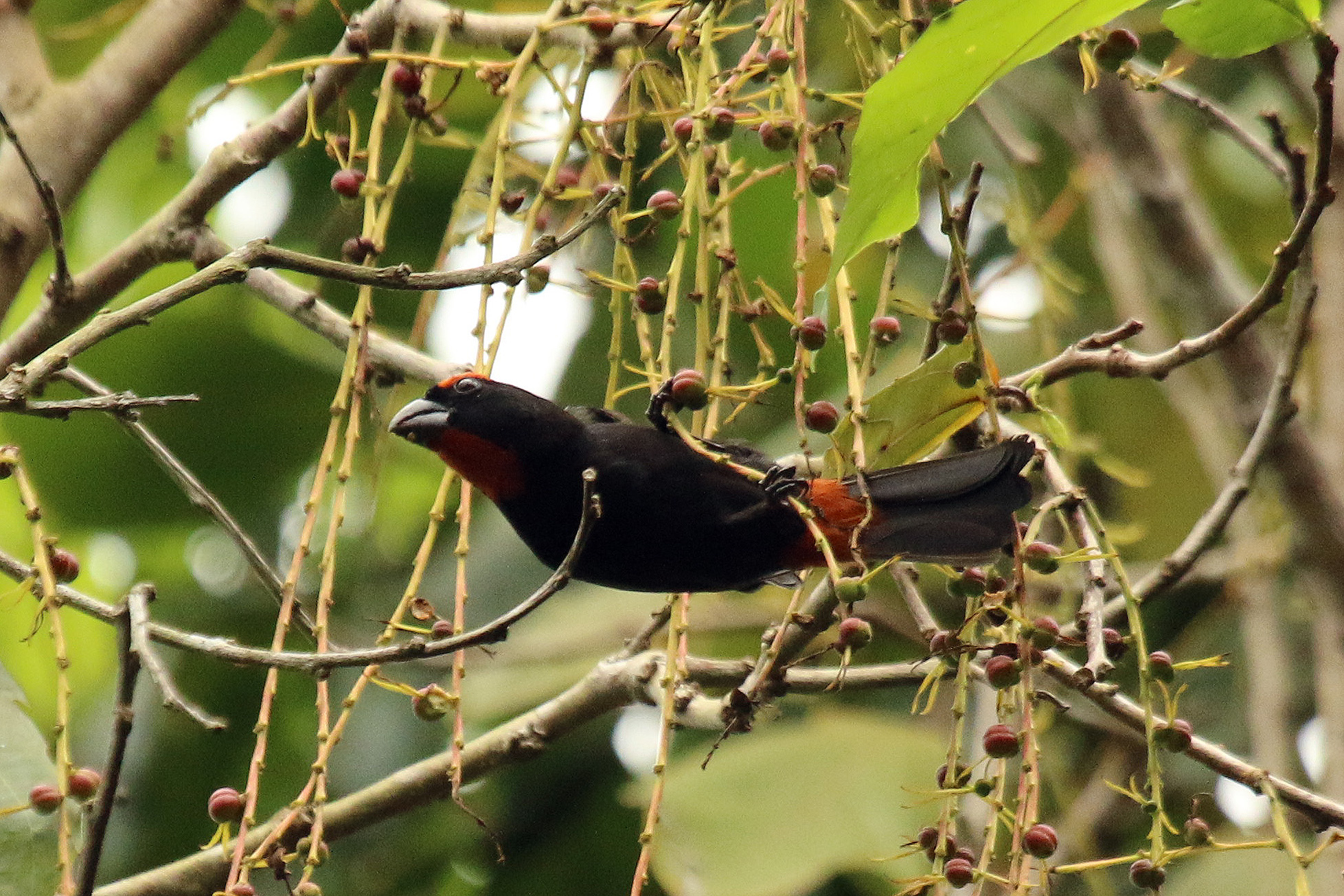
Вівсянка-снігурець велика (Melopyrrha violacea)

- Посвірж золотоголовий, Sicalis flaveola (I)
- Танагра-медоїд бірюзова, Cyanerpes cyaneus (A)
- Цереба, Coereba flaveola (Es)
- Потрост золотогорлий, Tiaris olivaceus
- Вівсянка ямайська, Euneornis campestris (E)
- Вівсянка-снігурець велика, Melopyrrha violacea (Es)
- Ямайчик, Loxipasser anoxanthus (E)
- Потрост чорноволий, Melanospiza bicolor